# Sydney International
Sydney International (cunoscut anterior sub numele de Campionatul din New South Wales și New South Wales Open) este un turneu profesionist de tenis care se joacă la Sydney, Australia. Este unul dintre cele mai vechi turnee de tenis din lume, datând din 1885. Turneul nu s-a jucat în 2020 din cauza noului turneu Cupa ATP.

## Rezultate

### Simplu masculin
| An         | Campion                                | Finalist                               | Scor                                   |
| ---------- | -------------------------------------- | -------------------------------------- | -------------------------------------- |
| 2022       | Aslan Karațev                          | Andy Murray                            | 6–3, 6–3                               |
| 2020–2021  | Anulat din cauza pandemiei de COVID-19 | Anulat din cauza pandemiei de COVID-19 | Anulat din cauza pandemiei de COVID-19 |
| 2019       | Alex de Minaur                         | Andreas Seppi                          | 7–5, 7–6(7–5)                          |
| 2018       | Daniil Medvedev                        | Alex de Minaur                         | 1–6, 6–4, 7–5                          |
| 2017       | Gilles Müller                          | Daniel Evans                           | 7–6(7–5), 6–2                          |
| 2016       | Viktor Troicki (2)                     | Grigor Dimitrov                        | 2–6, 6–1, 7–6(9–7)                     |
| 2015       | Viktor Troicki                         | Mikhail Kukushkin                      | 6–2, 6–3                               |
| 2014       | Juan Martín del Potro                  | Bernard Tomic                          | 6–3, 6–1                               |
| 2013       | Bernard Tomic                          | Kevin Anderson                         | 6–3, 6–7(2–7), 6–3                     |
| 2012       | Jarkko Nieminen                        | Julien Benneteau                       | 6–2, 7–5                               |
| 2011       | Gilles Simon                           | Viktor Troicki                         | 7–5, 7–6(7–4)                          |
| 2010       | Marcos Baghdatis                       | Richard Gasquet                        | 6–4, 7–6(7–2)                          |
| 2009       | David Nalbandian                       | Jarkko Nieminen                        | 6–3, 6–7, 6–2                          |
| 2008       | Dmitry Tursunov                        | Chris Guccione                         | 7–6, 7–6                               |
| 2007       | James Blake (2)                        | Carlos Moyá (3)                        | 6–3, 5–7, 6–1                          |
| 2006       | James Blake                            | Igor Andreev                           | 6–2, 3–6, 7–6                          |
| 2005       | Lleyton Hewitt (4)                     | Ivo Minář                              | 7–5, 6–0                               |
| 2004       | Lleyton Hewitt (3)                     | Carlos Moyá (2)                        | 4–3, Ret.                              |
| 2003       | Lee Hyung-taik                         | Juan-Carlos Ferrero                    | 4–6, 7–6, 7–6                          |
| 2002       | Roger Federer                          | Juan Ignacio Chela                     | 6–3, 6–3                               |
| 2001       | Lleyton Hewitt (2)                     | Magnus Norman                          | 6–4, 6–1                               |
| 2000       | Lleyton Hewitt                         | Jason Stoltenberg                      | 6–4, 6–0                               |
| 1999       | Todd Martin (2)                        | Àlex Corretja                          | 6–3, 7–6                               |
| 1998       | Karol Kučera                           | Tim Henman                             | 7–5, 6–4                               |
| 1997       | Tim Henman                             | Carlos Moyá                            | 6–3, 6–1                               |
| 1996       | Todd Martin                            | Goran Ivanišević                       | 5–7, 6–3, 6–4                          |
| 1995]      | Patrick McEnroe                        | Richard Fromberg                       | 6–2, 7–6                               |
| 1994       | Pete Sampras (2)                       | Ivan Lendl                             | 7–6, 6–4                               |
| 1993       | Pete Sampras                           | Thomas Muster                          | 7–6, 6–1                               |
| 1992       | Emilio Sánchez                         | Guy Forget                             | 6–3, 6–4                               |
| 1991       | Guy Forget                             | Michael Stich                          | 6–3, 6–4                               |
| 1990       | Yannick Noah                           | Carl-Uwe Steeb                         | 5–7, 6–3, 6–4                          |
| 1989       | Aaron Krickstein                       | Andrei Cherkasov (2)                   | 6–4, 6–2                               |
| 1988       | John Fitzgerald (2)                    | Andrei Chesnokov                       | 6–3, 6–4                               |
| 1987       | Miloslav Mečíř                         | Peter Doohan                           | 6–2, 6–4                               |
| 1986       | Nu s-a ținut                           | Nu s-a ținut                           | Nu s-a ținut                           |
| 1985       | Henri Leconte                          | Kelly Evernden                         | 6–7, 6–2, 6–3                          |
| 1984       | John Fitzgerald                        | Sammy Giammalva Jr.                    | 6–3, 6–3                               |
| 1983       | Joakim Nyström                         | Mike Bauer                             | 2–6, 6–3, 6–1                          |
| 1982       | John Alexander                         | John Fitzgerald                        | 4–6, 7–6, 6–4                          |
| 1981       | Tim Wilkison (2)                       | Chris Lewis                            | 6–4, 7–6, 6–3                          |
| 1980       | Fritz Buehning                         | Brian Teacher (2)                      | 6–3, 6–7, 7–6                          |
| 1979       | Phil Dent (2)                          | Hank Pfister                           | 6–4, 6–4, 7–5                          |
| 1978       | Tim Wilkison                           | Kim Warwick                            | 6–3, 6–3, 6–7, 3–6, 6–2                |
| 1977       | Roscoe Tanner                          | Brian Teacher                          | 6–3, 3–6, 6–3, 6–7, 6–4                |
| 1976       | Tony Roche (4)                         | Dick Stockton                          | 6–3, 3–6, 6–3, 6–4                     |
| 1975       | Ross Case                              | John Marks                             | 6–2, 6–1,                              |
| 1974Dec    | Tony Roche (3)                         | Phil Dent                              | 7–6, 4–6, 3–6, 6–2, 8–6                |
| 1974Jan    | Geoff Masters                          | Colin Dibley                           | 6–1, 6–4, 6–2                          |
| 1973       | Malcolm Anderson                       | Ken Rosewall                           | 6–3, 6–4, 6–4                          |
| 1972       | Alexander Metreveli                    | Patrice Dominguez                      | 6–4, 6–4, 3–6, 6–1                     |
| 1971       | Phil Dent                              | John Alexander                         | 6–3, 6–4, 6–4                          |
| 1970       | Rod Laver (2)                          | Ken Rosewall                           | 3–6, 6–2, 3–6, 6–2, 6–3                |
| 1969       | Tony Roche (2)                         | Rod Laver                              | 6–4, 4–6, 9–7, 12–10                   |
| 1968       | Nu s-a ținut                           | Nu s-a ținut                           | Nu s-a ținut                           |
| 1967       | Tony Roche                             | Roy Emerson (4)                        | 8–6, 6–1, 8–6                          |
| 1966       | Fred Stolle (2)                        | John Newcombe                          | 12–10, 6–0, 6–0                        |
| 1965       | John Newcombe                          | Arthur Ashe                            | 6–8, 6–2, 7–5, 6–1                     |
| 1964       | Fred Stolle                            | Roy Emerson (3)                        | 4–6, 6–3, 11–9, 6–8, 6–3               |
| 1963       | Dennis Ralston                         | Mike Sangster                          | 6–8, 6–3, 6–4, 6–4                     |
| 1962       | Neale Fraser (3)                       | Ken Fletcher                           | 6–4, 7–5, 3–6, 4–6, 6–3                |
| 1961       | Rod Laver                              | Roy Emerson (2)                        | 8–6, 6–3, 3–6, 4–6, 6–4                |
| 1960       | Neale Fraser (2)                       | Barry MacKay                           | 10–8, 6–4, 7–5                         |
| 1959       | Neale Fraser                           | Roy Emerson                            | 11–9, 8–6, 6–3                         |
| 1958       | Ashley Cooper (2)                      | Earl "Butch" Buchholz                  | 6–0, 6–1, 7–9, 6–2                     |
| 1957       | Ashley Cooper                          | Neale Fraser (2)                       | 6–4, 6–3, 6–3                          |
| 1956       | Ken Rosewall                           | Neale Fraser                           | 6–4, 7–5, 6–4                          |
| 1955       | Lew Hoad (2)                           | Ken Rosewall (2)                       | 6–2, 6–3, 2–6, 6–1                     |
| 1954       | Rex Hartwig                            | Mervyn Rose                            | 6–3, 6–4, 8–6                          |
| 1953       | Lew Hoad                               | Ken Rosewall                           | 8–6, 4–6, 9–7, 10–8                    |
| 1952       | Frank Sedgman                          | Ken McGregor                           | 6–2, 4–6, 6–4, 6–2                     |
| 1951       | Vic Seixas                             | Mervyn Rose                            | 4–6, 9–7, 4–6, 7–5, 6–3                |
| 1950       | Art Larsen                             | Frank Sedgman (2)                      | 3–6, 6–4, 6–3, 6–2                     |
| 1949       | John Bromwich (7)                      | Bill Sidwell                           | 6–3, 10–8, 3–6, 6–3                    |
| 1948       | John Bromwich (6)                      | Frank Sedgman                          | 6–4, 6–1, 7–5                          |
| 1947       | Adrian Quist                           | James Brink                            | 6–4, 6–2, 2–6, 4–6, 6–3                |
| 1946       | John Bromwich (5)                      | Dinny Pails                            | 3–6, 6–3, 6–4, 6–4                     |
| 1945       | Dinny Pails                            | John Bromwich (2)                      | 6–1, 6–2, 6–4                          |
| 1944– 1941 | Nu s-a ținut                           | Nu s-a ținut                           | Nu s-a ținut                           |
| 1940       | John Bromwich (4)                      | Adrian Quist (4)                       | 6–3, 4–6, 10–8, 6–8, 6–1               |
| 1939       | John Bromwich (3)                      | Adrian Quist (3)                       | 2–6, 6–0, 6–4, 6–0                     |
| 1938       | John Bromwich (2)                      | Adrian Quist (2)                       | 6–2, 6–4, 6–1                          |
| 1937       | John Bromwich                          | Adrian Quist                           | 4–6, 6–4, 6–1, 2–6, 7–5                |
| 1936       | Jack Crawford (7)                      | John Bromwich                          | 6–4, 3–6, 1–6, 11–9, 6–2               |
| 1935       | Adrian Quist                           | Harry Hopman (3)                       | 6–3, 6–1, 3–6, 8–10, 6–2               |
| 1934       | Jack Crawford (6)                      | Fred Perry                             | 7–5, 2–6, 6–3, 1–6, 7–5                |
| 1933       | Jack Crawford (5)                      | Harry Hopman (2)                       | 6–4, 8–6, 7–5                          |
| 1932Nov    | Ellsworth Vines                        | Wilmer Allison                         | 4–6, 6–1, 2–6, 6–4, 7–5                |
| 1932Mar    | Jack Crawford (4)                      | W. B. Walker                           | 6–2, 6–3, 8–6                          |
| 1931       | Jack Crawford (3)                      | Harry Hopman                           | 3–6, 6–3, 6–4, 6–4                     |
| 1930       | Jack Cummings                          | Edgar Moon                             | 6–1, 6–0, 7–5                          |
| 1929       | Jack Crawford (2)                      | Clifford Sproule                       | 6–1, 6–3, 6–3                          |
| 1928       | Fred Kalms (2)                         | James Willard (2)                      | 6–1, 6–4, 2–6, 3–6, 6–0                |
| 1927       | Jack Crawford                          | Richard Schlesinger                    | 7–5, 1–6, 9–7, 5–7, 6–4                |
| 1926       | Fred Kalms                             | Eskell Andrews                         | 6–2, 6–4, 3–6, 6–4                     |
| 1925       | Norman Peach                           | A. Seiler                              | 6–4, 1–6, 4–6, 7–5, 8–6                |
| 1924       | Gerald Patterson (2)                   | James Willard                          | 6–4, 7–9, 6–2, 6–0                     |
| 1923       | James Anderson (3)                     | Norman Peach (2)                       | 6–4, 6–3, 6–0                          |
| 1922       | Ronald Thomas                          | Norman Peach                           | 2–6, 6–3, 6–3, 6–8, 6–3                |
| 1921       | Gerald Patterson                       | John Hawks                             | walkover                               |
| 1920       | R. Neil                                | Eric Pockley                           | 6–4, 4–6, 6–1, 6–3                     |
| 1919       | James Anderson (2)                     | R. Neil                                | 9–7, 2–6, 7–5, 6–1                     |
| 1918– 1916 | Nu s-a ținut                           | Nu s-a ținut                           | Nu s-a ținut                           |
| 1915       | Henry Marsh                            | Alfred Jones (2)                       | 3–6, 6–4, 6–4, 0–6, 6–4                |
| 1914       | James Anderson                         | Alfred Jones                           | 7–5, 3–6, 6–1, 6–3                     |
| 1913       | Arthur O'Hara Wood                     | James Anderson                         | 6–3, 3–6, 6–1, 3–6, 6–0                |
| 1912       | Alfred Jones                           | Ashley Campbell                        | 6–2, 3–6, 8–6, 2–1 retired             |
| 1911       | Ashley Campbell                        | Horace Rice (5)                        | 8–6, 6–3, 6–1                          |
| 1910       | Harry Parker                           | Horace Rice (4)                        | 6–3, 4–6, 2–6, 8–6, 9–7                |
| 1909       | Rodney Heath (2)                       | Granville G. Sharp                     | 6–1, 3–6, 6–1, 0–6, 6–3                |
| 1908       | Rodney Heath                           | Horace Rice (3)                        | 6–3, 6–4, 7–9, 6–4                     |
| 1907       | Horace Rice                            | Harry Parker                           | 6–4, 6–3, 3–6, 5–7, 6–1                |
| 1906       | Granville G. Sharp (3)                 | Stanley Doust                          | 6–1, 6–2, 6–2                          |
| 1905       | Nu s-a ținut                           | Nu s-a ținut                           | Nu s-a ținut                           |
| 1904       | Granville G. Sharp (2)                 | Horace Rice (2)                        | 6–3, 6–4, 6–2                          |
| 1903       | Granville G. Sharp                     | Barney Murphy                          |                                        |
| 1902       | Wilberforce Eaves                      | August Kearney                         | 6–0, 7–5, 1–6, 6–2                     |
| 1901       | August Kearney (2)                     | Horace M. Rice                         | 8–6, 1–6, 5–7, 6–1, 6–0                |
| 1900       | Horace Rice                            | Leslie Poidevin                        | 6–0, 6–1, 3–6, 6–4                     |
| 1899       | August Kearney                         | David L. Gaden                         | 6–1, 6–0, 12–10                        |
| 1898       | Henry R. Crossman (3)                  | Alfred Dunlop                          | 14–12, 6–1, 6–2                        |
| 1897       | Albert Curtis                          | Henry R. Crossman                      | 6–1, 6–0, 6–4                          |
| 1896       | Henry R. Crossman (2)                  | Horace Rice                            | 6–3, 4–6, 6–1, 4–6, 6–0                |
| 1895       | Henry R. Crossman                      | Dudley Webb (3)                        | 6–4, 6–2, 6–3                          |
| 1894       | Dudley Webb (5)                        | Ben Green (3)                          | 5–7, 6–0, 6–2, 6–4                     |
| 1893       | Dudley Webb (4)                        | Ben Green (2)                          | 2–6, 5–7, 6–2, 6–3, 7–5                |
| 1892       | Dudley Webb (3)                        | Ben Green                              | 6–4, 2–6, 5–7, 10–8, 9–7               |
| 1891       | Wilberforce Eaves                      | Dudley Webb (2)                        | 3–6, 6–3, 6–4, 8–6                     |
| 1890       | Dudley Webb (2)                        | Herbert E. Webb                        | 6–2, 6–3, 6–2                          |
| 1889       | Arthur Gideon Hugh Colquhoun           | Dudley Webb                            | 6–2, 0–6, 6–3, 6–2                     |
| 1888       | Dudley Webb                            | Charles W. Cropper                     | 6–0, 6–4, 7–5                          |
| 1887       | Charles W. Cropper (2)                 | Robert D. Fitzgerald                   | 6–4, 6–2, 6–0                          |
| 1886       | Charles W. Cropper                     | William J. Bush Salmon                 | 6–0, 6–0, 5–7, 8–6                     |
| 1885       | William J. Bush Salmon                 | Walter John C. Riddell                 | 1–6, 6–8, 6–3, 6–2, 6–3                |

### Simplu feminin
| An         | Campioană                              | Finalistă                              | Scor                                   |
| ---------- | -------------------------------------- | -------------------------------------- | -------------------------------------- |
| 2022       | Paula Badosa                           | Barbora Krejčíková                     | 6–3, 4–6, 7–6(7–4)                     |
| 2020–2021  | Anulat din cauza pandemiei de COVID-19 | Anulat din cauza pandemiei de COVID-19 | Anulat din cauza pandemiei de COVID-19 |
| 2019       | Petra Kvitová (2)                      | Ashleigh Barty                         | 1–6, 7–5, 7–6(7–3)                     |
| 2018       | Angelique Kerber                       | Ashleigh Barty                         | 6–4, 6–4                               |
| 2017       | Johanna Konta                          | Agnieszka Radwańska                    | 6–4, 6–2                               |
| 2016       | Svetlana Kuznetsova                    | Monica Puig                            | 6–0, 6–2                               |
| 2015       | Petra Kvitová                          | Karolína Plíšková                      | 7–6(7–5), 7–6(8–6)                     |
| 2014       | Tsvetana Pironkova                     | Angelique Kerber                       | 6–4, 6–4                               |
| 2013       | Agnieszka Radwańska                    | Dominika Cibulková                     | 6–0, 6–0                               |
| 2012       | Victoria Azarenka                      | Li Na                                  | 6–2, 1–6, 6–3                          |
| 2011       | Li Na                                  | Kim Clijsters                          | 7–6(7–3), 6–3                          |
| 2010       | Elena Dementieva (2)                   | Serena Williams                        | 6–3, 6–2                               |
| 2009       | Elena Dementieva                       | Dinara Safina                          | 6–3, 2–6, 6–1                          |
| 2008       | Justine Henin (3)                      | Svetlana Kuznetsova                    | 4–6, 6–2, 6–4                          |
| 2007       | Kim Clijsters (2)                      | Jelena Janković                        | 4–6, 7–6(7–1), 6–4                     |
| 2006       | Justine Henin-Hardenne (2)             | Francesca Schiavone                    | 4–6, 7–5, 7–5                          |
| 2005       | Alicia Molik                           | Samantha Stosur                        | 6–7(5–7), 6–4, 7–5                     |
| 2004       | Justine Henin-Hardenne                 | Amélie Mauresmo                        | 6–4, 6–4                               |
| 2003       | Kim Clijsters                          | Lindsay Davenport                      | 6–4, 6–3                               |
| 2002       | Martina Hingis (3)                     | Meghann Shaughnessy                    | 6–2, 6–3                               |
| 2001       | Martina Hingis (2)                     | Lindsay Davenport                      | 6–3, 4–6, 7–5                          |
| 2000       | Amélie Mauresmo                        | Lindsay Davenport                      | 7–6(7–2), 6–4                          |
| 1999       | Lindsay Davenport                      | Martina Hingis                         | 6–4, 6–3                               |
| 1998       | Arantxa Sánchez Vicario                | Venus Williams                         | 6–1, 6–3                               |
| 1997       | Martina Hingis                         | Jennifer Capriati                      | 6–1, 5–7, 6–1                          |
| 1996       | Monica Seles                           | Lindsay Davenport                      | 4–6, 7–6(9–7), 6–3                     |
| 1995       | Gabriela Sabatini (2)                  | Lindsay Davenport                      | 6–3, 6–4                               |
| 1994       | Kimiko Date                            | Mary Joe Fernandez                     | 6–4, 6–2                               |
| 1993       | Jennifer Capriati                      | Anke Huber                             | 6–4, 6–1                               |
| 1992       | Gabriela Sabatini                      | Arantxa Sánchez Vicario                | 6–1, 6–1                               |
| 1991       | Jana Novotná                           | Arantxa Sánchez Vicario                | 6–4, 6–2                               |
| 1990       | Natasha Zvereva                        | Barbara Paulus                         | 4–6, 6–1, 6–3                          |
| 1989       | Martina Navratilova (4)                | Catarina Lindqvist                     | 6–2, 6–4                               |
| 1988       | Pam Shriver                            | Helena Suková                          | 6–2, 6–3                               |
| 1987       | Zina Garrison                          | Pam Shriver                            | 6–2, 6–4                               |
| 1986       | Nu s-a ținut                           | Nu s-a ținut                           | Nu s-a ținut                           |
| 1985       | Martina Navratilova (3)                | Hana Mandlíková                        | 3–6, 6–1, 6–2                          |
| 1984       | Martina Navratilova (2)                | Ann Henricksson                        | 6–1, 6–1                               |
| 1983       | Jo Durie                               | Kathy Jordan                           | 6–3, 7–5                               |
| 1982       | Martina Navratilova                    | Evonne Goolagong Cawley                | 6–0, 3–6, 6–1                          |
| 1981       | Chris Evert                            | Martina Navratilova                    | 6–4, 2–6, 6–1                          |
| 1980       | Wendy Turnbull                         | Pam Shriver                            | 3–6, 6–4, 7–6                          |
| 1979       | Hana Mandlíková                        | Bettina Bunge                          | 6–3, 3–6, 6–3                          |
| 1978       | Dianne Fromholtz                       | Wendy Turnbull                         | 6–2, 7–5                               |
| 1977       | Evonne Goolagong Cawley (4)            | Sue Barker                             | 6–2, 6–3                               |
| 1976       | Kerry Reid                             | Dianne Fromholtz                       | 3–6, 6–3, 6–2                          |
| 1975       | Evonne Goolagong Cawley (3)            | Sue Barker                             | 6–2, 6–4                               |
| 1974Dec    | Evonne Goolagong (2)                   | Margaret Court                         | 6–3, 7–5                               |
| 1974Jan    | Karen Krantzcke                        | Evonne Goolagong                       | 6–2, 6–3                               |
| 1973       | Margaret Court (8)                     | Evonne Goolagong                       | 4–6, 6–3, 10–8                         |
| 1972       | Evonne Goolagong                       | Virginia Wade                          | 6–1, 7–6                               |
| 1971       | Margaret Court (7)                     | Olga Morozova                          | 6–2, 6–2                               |
| 1970       | Billie-Jean King                       | Margaret Court                         | 6–2, 4–6, 6–3                          |
| 1969       | Margaret Court (6)                     | Rosemary Casals                        | 6–1, 6–2                               |
| 1968       | Nu s-a ținut                           | Nu s-a ținut                           | Nu s-a ținut                           |
| 1967       | Judy Tegart Dalton                     | Margaret Court                         | walkover                               |
| 1966       | Lesley Turner Bowrey                   | Kerry Reid                             | 6–8, 9–7, 6–3                          |
| 1965       | Margaret Court (5)                     | Nancy Richey                           | 6–2, 6–2                               |
| 1964       | Margaret Court (4)                     | Billie-Jean King                       | 6–4, 6–3                               |
| 1963       | Margaret Court (3)                     | Judy Tegart Dalton                     | 6–1, 6–3                               |
| 1962       | Margaret Court (2)                     | Lesley Turner Bowrey                   | 8–6, 6–2                               |
| 1961       | Margaret Court                         | Darlene Hard                           | 6–2, 6–1                               |
| 1960       | Jan Lehane (2)                         | Margaret Court                         | 6–1, 6–3                               |
| 1959       | Jan Lehane                             | Mary Carter Reitano                    | 6–3, 3–6, 6–2                          |
| 1958       | Renée Schuurman                        | Jan Lehane                             | 6–2, 4–6, 6–4                          |
| 1957       | Lorraine Coghlan Robinson              | Angela Mortimer                        | 6–4, 10–8                              |
| 1956       | Althea Gibson                          | Shirley Fry                            | 10–8, 6–2                              |
| 1955       | Mary Bevis Hawton                      | Mary Carter Reitano                    | 9–7, 9–7                               |
| 1954       | Beryl Penrose Collier                  | Jenny Staley                           | 6–0, 1–6, 6–3                          |
| 1953       | Thelma Coyne Long (5)                  | Mary Bevis Hawton                      | 6–1, 8–6                               |
| 1952       | Maureen Connolly                       | Julie Sampson Haywood                  | 6–3, 6–2                               |
| 1951       | Thelma Coyne Long (4)                  | Mary Bevis Hawton                      | 6–2, 6–2                               |
| 1950       | Nancye Wynne Bolton (7)                | Esme Ashford                           | 6–3, 6–2                               |
| 1949       | Joyce Fitch Rymer                      | Nancye Wynne Bolton                    | 4–6, 7–5, 7–5                          |
| 1948       | Doris Hart                             | Joyce Fitch Rymer                      | 1–6, 6–4, 6–2                          |
| 1947       | Nancye Wynne Bolton (6)                | Marie Toomey                           | 6–2, 6–1                               |
| 1946       | Nancye Wynne Bolton (5)                | Thelma Coyne Long                      | 6–3, 4–6, 6–1                          |
| 1945       | Nancye Wynne Bolton (4)                | Nell Hall Hopman                       | 6–3, 6–3                               |
| 1944– 1941 | Nu s-a ținut                           | Nu s-a ținut                           | Nu s-a ținut                           |
| 1940       | Thelma Coyne Long (3)                  | Vivienne Berg                          | 6–3, 6–1                               |
| 1939       | Nancye Wynne Bolton (3)                | Thelma Coyne Long                      | 8–6, 6–3                               |
| 1938       | Thelma Coyne Long (2)                  | Joan Hartigan                          | 6–2, 6–2                               |
| 1937       | Nancye Wynne Bolton (2)                | Thelma Coyne Long                      | 6–3, 7–5                               |
| 1936       | Nancye Wynne Bolton                    | Nell Hall Hopman                       | 4–6, 6–4, 6–1                          |
| 1935       | Thelma Coyne Long                      | Joan Hartigan                          | 6–2, 6–0                               |
| 1934       | Dorothy Round                          | Emily Hood Westacott                   | 6–2, 6–0                               |
| 1933       | Joan Hartigan (2)                      | Louise Bickerton                       | 6–4, 6–2                               |
| 1932Dec    | Marjorie Cox Crawford (3)              | Joan Hartigan                          | 4–6, 6–4, 6–4                          |
| 1932Jan    | Joan Hartigan                          | Margaret Molesworth                    | 6–2, 6–2                               |
| 1931       | Marjorie Cox Crawford (2)              | Ula Valkenburg                         | 7–5, 6–2                               |
| 1930       | Louie Bickerton                        | Emily Hood                             | 6–3, 6–4                               |
| 1929       | Daphne Akhurst                         | Kathleen Le Messurier                  | 6–2, 6–2                               |
| 1928       | Sylvia Lance Harper (2)                | Marjorie Cox Crawford                  | 6–4, 6–4                               |
| 1927       | Esna Boyd Robertson (3)                | Daphne Akhurst                         | 3–6, 6–3, 6–2                          |
| 1926       | Esna Boyd Robertson (2)                | Daphne Akhurst                         | 3–6, 6–3, 6–0                          |
| 1925       | Marjorie Cox Crawford                  | Annie Gray Martin                      | 7–5, 6–1                               |
| 1924       | Sylvia Lance Harper                    | Margaret Molesworth                    | 6–2, 8–6                               |
| 1923       | Esna Boyd Robertson                    | Margaret Molesworth                    | 4–6, 6–2, 6–4                          |
| 1922       | Nancy Curtis                           | Margaret Molesworth                    | 10–8, 5–7, 7–5                         |
| 1921       | Margaret Molesworth (2)                | Sylvia Lance Harper                    | 6–2, 6–4                               |
| 1920       | Annie Halley                           | Annie Baker Ford                       | 6–4, 6–3                               |
| 1919       | Margaret Molesworth                    | Annie Baker Ford                       | 2–6, 6–4, 6–1                          |
| 1918– 1916 | Nu s-a ținut                           | Nu s-a ținut                           | Nu s-a ținut                           |
| 1915       | Pearl Stewart (4)                      | Annie Baker Ford                       | 6–4, 6–2                               |
| 1914       | Pearl Stewart (3)                      | Annie Baker Ford                       | 6–1, 6–0                               |
| 1913       | Pearl Stewart (2)                      | Annie Baker Ford                       | 6–2, 6–1                               |
| 1912       | Annie Baker Ford (3)                   | Collings                               | 6–0, 6–3                               |
| 1911       | Pearl Stewart                          | Collings                               | 6–0, 6–3                               |
| 1910       | Lily Addison                           | Pearl Stewart                          | 6–0, 3–6, 6–2                          |
| 1909       | Lucy Powdrell                          | Annie Baker                            | 6–3, 6–3                               |
| 1908       | Annie Baker (2)                        | Collings                               | 6–2, 6–2                               |
| 1907       | Rose Payton (6)                        | D. Gordon                              | 6–2, 6–0                               |
| 1906       | Annie Baker                            | Gardiner                               | 6–2, 6–1                               |
| 1905       | Nu s-a ținut                           | Nu s-a ținut                           | Nu s-a ținut                           |
| 1904       | Rose Payton (5)                        | Lee                                    | 6–1, 6–2                               |
| 1903       | Rose Payton (4)                        | Mrs. Beatty                            | 6–1, 6–0                               |
| 1902       | Rose Payton (3)                        | Mary Dransfield                        | 6–1, 6–2                               |
| 1901       | Rose Payton (2)                        | Mary Dransfield                        | 6–2, Ret.                              |
| 1900       | Rose Payton                            | Phoebe Howlitt                         | 6–1, 6–1                               |
| 1899       | Phoebe Howlitt (3)                     | Rose Payton                            | 3–6, 10–8, 7–5                         |
| 1898       | Phoebe Howlitt (2)                     | Mary Dransfield                        | 6–4, 4–1, Ret.                         |
| 1897       | Phoebe Howlitt                         | Kate Nunneley                          | 6–3, 3–6, 6–4                          |
| 1896       | Kate Nunneley                          | Mabel Shaw                             | 6–2, 6–0                               |
| 1895       | Mabel Shaw (2)                         | S. Dransfield                          | 6–3, 2–6, 6–3                          |
| 1894       | Mary Dransfield (2)                    | Mabel Shaw                             | W/O                                    |
| 1893       | Ellen Montgomerie Mayne (4)            | Mabel Shaw                             | 6–0, 6–0                               |
| 1892       | Mabel Shaw                             | Mary Dransfield                        | 7–5, 3–6, 6–4                          |
| 1891       | Mary Dransfield                        | Ellen Montgomerie Mayne                | W/O                                    |
| 1890       | Ellen Montgomerie Mayne (3)            | Mabel Shaw                             | 6–0, 6–0                               |
| 1889       | Ellen Montgomerie Mayne (2)            | Ellen Blaxland                         | 6–3, 5–7, 6–4                          |
| 1888       | Lillian Scott                          | Ellen Montgomerie Mayne                | 8–6, 6–4                               |
| 1887       | Ellen Montgomerie Mayne                | C. Greene                              | 8–6, 6–4                               |
| 1886       | C. Greene                              | Annie Lamb                             | 6–3, 6–2                               |
| 1885       | Annie Lamb                             | Miss Gordon                            | 6–5, 6–4                               |

### Dublu masculin
| An        | Campioni                               | Finaliști                              | Scor                                   |
| --------- | -------------------------------------- | -------------------------------------- | -------------------------------------- |
| 2022      | John Peers Filip Polasek               | Simone Bolelli Fabio Fognini           | 7–5, 7–5                               |
| 2020–2021 | Anulat din cauza pandemiei de COVID-19 | Anulat din cauza pandemiei de COVID-19 | Anulat din cauza pandemiei de COVID-19 |
| 2019      | Jamie Murray (2) Bruno Soares (2)      | Juan Sebastián Cabal Robert Farah      | 6–4, 6–3                               |
| 2018      | Łukasz Kubot Marcelo Melo              | Jan-Lennard Struff Viktor Troicki      | 6–3, 6–4                               |
| 2017]     | Wesley Koolhof Matwé Middelkoop        | Jamie Murray Bruno Soares              | 6–3, 7–5                               |
| 2016      | Jamie Murray Bruno Soares              | Rohan Bopanna Florin Mergea            | 6–3, 7–6(8–6)                          |
| 2015      | Rohan Bopanna Daniel Nestor            | Jean-Julien Rojer Horia Tecău          | 6–4, 7–6(7–5)                          |
| 2014      | Daniel Nestor Nenad Zimonjić           | Rohan Bopanna Aisam-ul-Haq Qureshi     | 7–6(7–3), 7–6(7–3)                     |
| 2013      | Bob Bryan Mike Bryan                   | Max Mirnyi Horia Tecău                 | 6–4, 6–4                               |
| 2012      | Bob Bryan Mike Bryan                   | Matthew Ebden Jarkko Nieminen          | 6–1, 6–4                               |
| 2011      | Lukáš Dlouhý Paul Hanley               | Bob Bryan Mike Bryan                   | 6–7(6–8), 6–3, [10–5]                  |
| 2010      | Daniel Nestor Nenad Zimonjić           | Ross Hutchins Jordan Kerr              | 6–3, 7–6(7–5)                          |
| 2009      | Bob Bryan Mike Bryan                   | Daniel Nestor Nenad Zimonjić           | 6–1, 7–6(7–3)                          |

### Dublu feminin
| An        | Campioane                                     | Finaliste                                  | Scor                                   |
| --------- | --------------------------------------------- | ------------------------------------------ | -------------------------------------- |
| 2022      | Anna Danilina Beatriz Haddad Maia             | Vivian Heisen Panna Udvardy                | 4–6, 7–5, [10–8]                       |
| 2020–2021 | Anulat din cauza pandemiei de COVID-19        | Anulat din cauza pandemiei de COVID-19     | Anulat din cauza pandemiei de COVID-19 |
| 2019      | Aleksandra Krunić Kateřina Siniaková          | Eri Hozumi Alicja Rosolska                 | 6–1, 7–6(7–3)                          |
| 2018      | Gabriela Dabrowski Xu Yifan                   | Latisha Chan Andrea Sestini Hlaváčková     | 6–3, 6–1                               |
| 2017      | Tímea Babos (2) Anastasia Pavlyuchenkova      | Sania Mirza Barbora Strýcová               | 6–4, 6–4                               |
| 2016      | Martina Hingis (2) Sania Mirza (2)            | Caroline Garcia Kristina Mladenovic        | 1–6, 7–5, [10–5]                       |
| 2015      | Bethanie Mattek-Sands Sania Mirza             | Raquel Kops-Jones Abigail Spears           | 6–3, 6–3                               |
| 2014      | Tímea Babos Lucie Šafářová                    | Sara Errani (2) Roberta Vinci (2)          | 7–5, 3–6, [10–7]                       |
| 2013      | Nadia Petrova Katarina Srebotnik (2)          | Sara Errani Roberta Vinci                  | 6–3, 6–4                               |
| 2012      | Květa Peschke Katarina Srebotnik              | Liezel Huber Lisa Raymond (2)              | 6–1, 4–6, [13–11]                      |
| 2011      | Iveta Benešová Barbora Záhlavová-Strýcová     | Květa Peschke Katarina Srebotnik           | 4–6, 6–4, [10–7]                       |
| 2010      | Cara Black (2) Liezel Huber                   | Tathiana Garbin Nadia Petrova              | 6–1, 3–6, [10–3]                       |
| 2009      | Hsieh Su-wei Peng Shuai                       | Nathalie Dechy Casey Dellacqua             | 6–0, 6–1                               |
| 2008      | Yan Zi Zheng Jie                              | Tatiana Perebiynis Tatiana Poutchek        | 6–4, 7–6(7–5)                          |
| 2007      | Anna-Lena Grönefeld Meghann Shaughnessy       | Marion Bartoli Meilen Tu                   | 6–3, 3–6, 7–6(7–2)                     |
| 2006      | Corina Morariu Rennae Stubbs (3)              | Virginia Ruano Pascual Paola Suárez        | 6–3, 5–7, 6–2                          |
| 2005      | Bryanne Stewart Samantha Stosur               | Elena Dementieva Ai Sugiyama               | w/o                                    |
| 2004      | Cara Black Rennae Stubbs (2)                  | Dinara Safina Meghann Shaughnessy          | 7–5, 3–6, 6–4                          |
| 2003      | Kim Clijsters Ai Sugiyama (3)                 | Conchita Martinez Rennae Stubbs (3)        | 6–3, 6–3                               |
| 2002      | Lisa Raymond Rennae Stubbs                    | Martina Hingis (2) Anna Kournikova         | W/O                                    |
| 2001      | Anna Kournikova Barbara Schett                | Lisa Raymond Rennae Stubbs (2)             | 6–2, 7–5                               |
| 2000      | Julie Halard-Decugis Ai Sugiyama (2)          | Martina Hingis Mary Pierce                 | 6–0, 6–3                               |
| 1999      | Elena Likhovtseva Ai Sugiyama                 | Mary Joe Fernández (3) Anke Huber          | 6–3, 2–6, 6–0                          |
| 1998      | Martina Hingis Helena Suková (5)              | Katrina Adams Meredith McGrath             | 6–1, 6–2                               |
| 1997      | Gigi Fernández Arantxa Sánchez Vicario (3)    | Lindsay Davenport Natasha Zvereva          | 6–3, 6–1                               |
| 1996      | Lindsay Davenport (2) Mary Joe Fernández      | Lori McNeil (2) Helena Suková (3)          | 6–3, 6–3                               |
| 1995      | Lindsay Davenport Jana Novotná (2)            | Patty Fendick Mary Joe Fernández (2)       | 7–5, 2–6, 6–4                          |
| 1994      | Patty Fendick Meredith McGrath                | Jana Novotná (2) Arantxa Sánchez Vicario   | 6–2, 6–3                               |
| 1993      | Pam Shriver (3) Elizabeth Smylie (2)          | Lori McNeil Rennae Stubbs                  | 7–6(7–4), 6–2                          |
| 1992      | Arantxa Sánchez Vicario (2) Helena Suková (4) | Mary Joe Fernández Zina Garrison           | 7–6(7–4), 6–7(4–7), 6–2                |
| 1991      | Arantxa Sánchez Vicario Helena Suková (3)     | Gigi Fernández Jana Novotná                | 6–1, 6–4                               |
| 1990      | Jana Novotná Helena Suková (2)                | Larisa Neiland Natasha Zvereva             | 6–3, 7–5                               |
| 1989      | Martina Navratilova (2) Pam Shriver (2)       | Elizabeth Smylie Wendy Turnbull (2)        | 6–3, 6–3                               |
| 1988      | Ann Henricksson Christiane Jolissaint         | Claudia Kohde-Kilsch (2) Helena Suková (2) | 7–6, 4–6, 6–3                          |
| 1987      | Betsy Nagelsen Elizabeth Smylie               | Jenny Byrne Janine Thompson                | 6–7, 7–5, 6–1                          |
| 1986      | Nu s-a ținut                                  | Nu s-a ținut                               | Nu s-a ținut                           |
| 1985      | Hana Mandlíková Wendy Turnbull (2)            | Rosalyn Fairbank Candy Reynolds            | 3–6, 7–6, 6–4                          |
| 1984      | Claudia Kohde-Kilsch Helena Suková            | Wendy Turnbull Sharon Walsh                | 6–2, 7–6                               |
| 1983      | Anne Hobbs Wendy Turnbull                     | Hana Mandlíková Helena Suková              | 6–4, 6–3                               |
| 1982      | Martina Navratilova Pam Shriver               | Claudia Kohde-Kilsch Eva Pfaff             | 6–2, 2–6, 7–6                          |